# Eugène Fromentin
Eugène-Samuel-Auguste Fromentin (La Rochelle, 24 de outubro de 1820 — 27 de agosto de 1876) foi um pintor e escritor francês. Agora mais lembrado por seus escritos.

## Vida
Ele nasceu em La Rochelle. Depois de deixar a escola, ele estudou por alguns anos com Louis Cabat, o pintor de paisagens. Fromentin foi um dos primeiros intérpretes pictóricos da Argélia, tendo podido, ainda muito jovem, visitar a terra e as pessoas que sugeriam os temas da maioria de suas obras e armazenar sua memória, bem como seu portfólio, com os detalhes pitorescos e característicos da vida norte-africana. Seu primeiro grande sucesso foi produzido no Salão de 1847, pelo Gorges de la Chiffa. Em 1849, ele foi premiado com uma medalha de segunda.

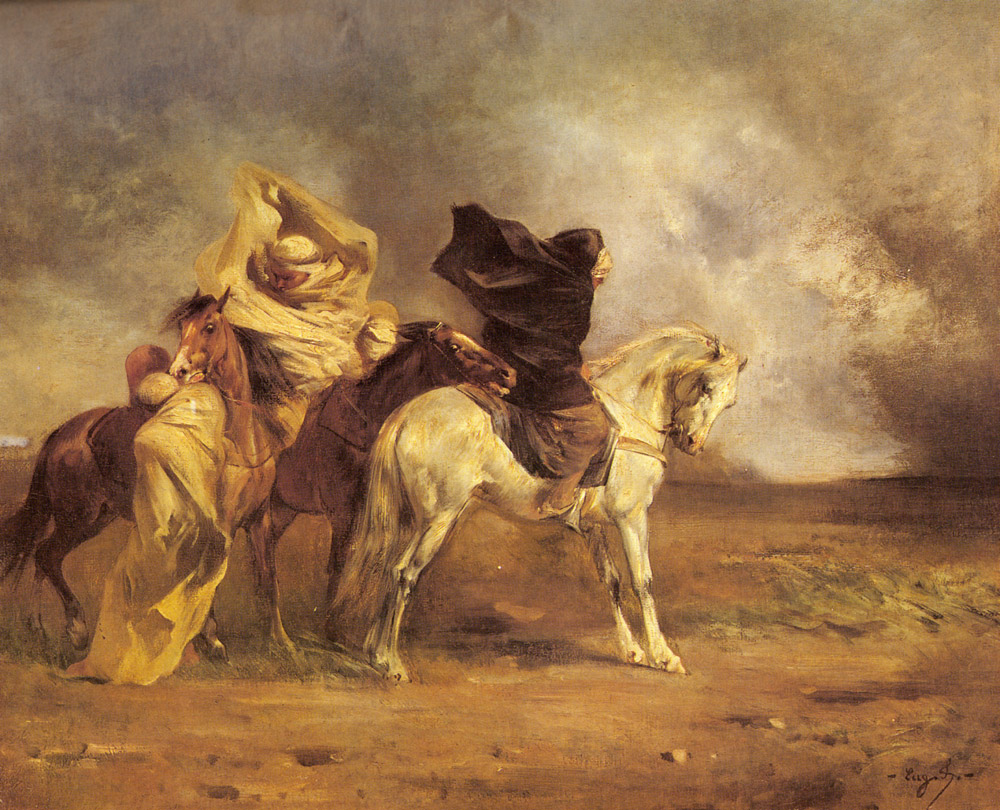
Le Simoon

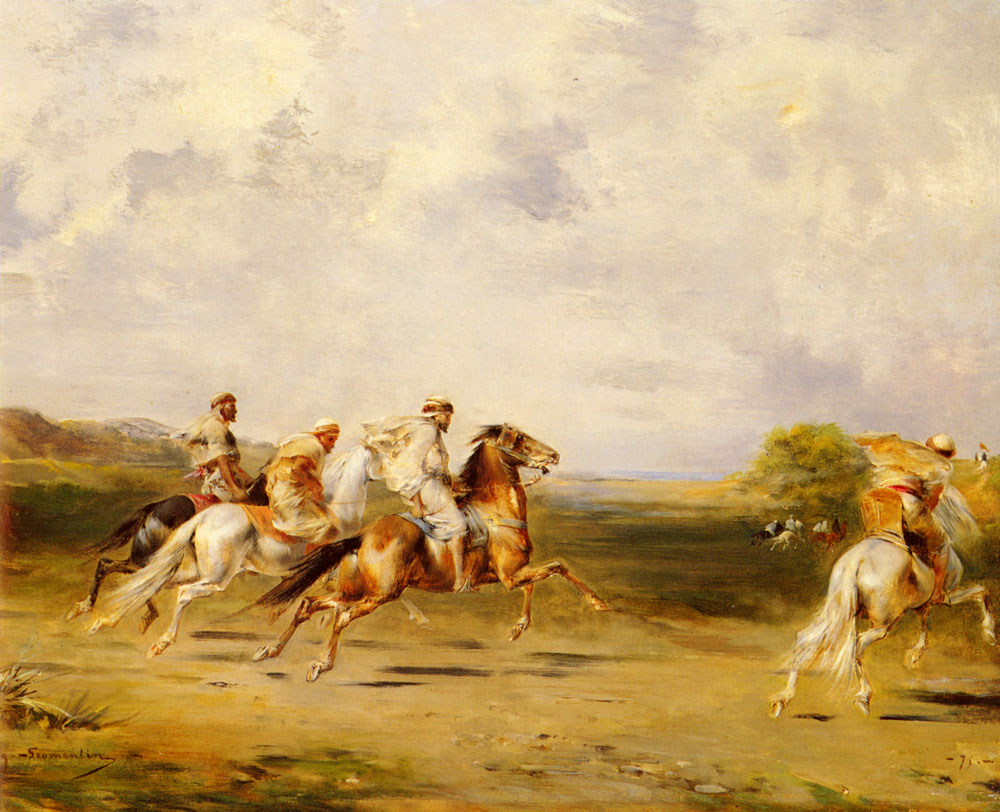
Cavaleiros árabes; quadro de Eugène Fromentin

Em 1852, ele fez uma segunda visita à Argélia, acompanhando uma missão arqueológica, e então completou aquele estudo minucioso da paisagem do país e dos hábitos de seu povo que lhe permitiu dar ao seu trabalho posterior a precisão realista que vem do conhecimento íntimo. 

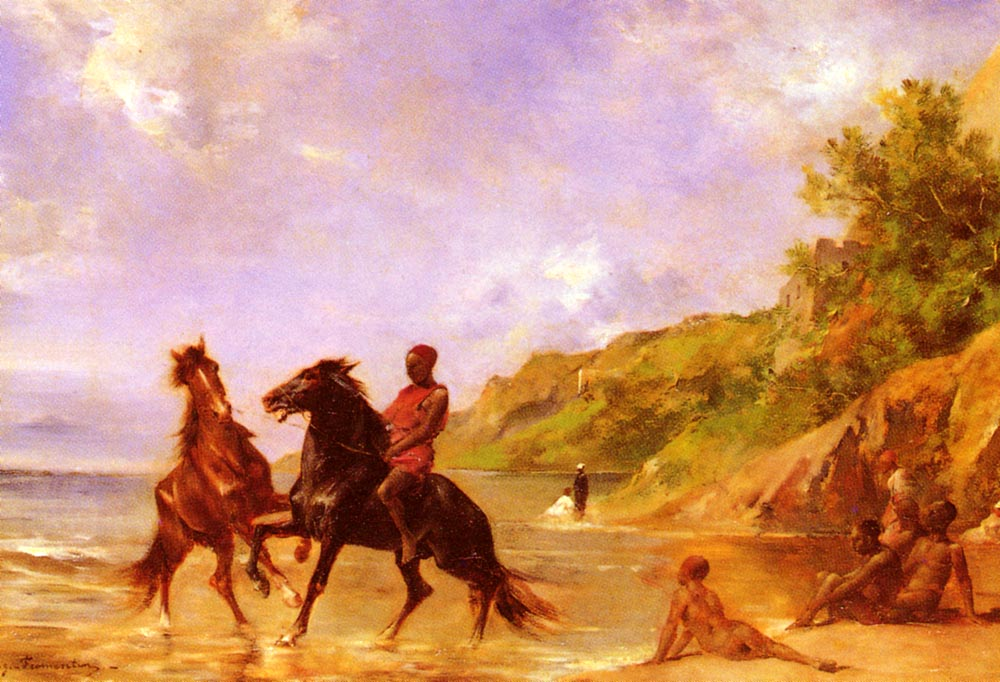
No Nilo

Seus livros incluem Les Maîtres d'autrefois ("Os Mestres do Tempo Passado", 1876), uma apreciação influente da pintura holandesa primitiva e do barroco do norte dos antigos mestres da Bélgica e da Holanda, Dominique e Um verão no Saara. Em Les Maîtres d'autrefois ele lida com a complexidade das pinturas de Rubens, Rembrandt e outros, seu estilo e as emoções dos artistas no momento de criar suas obras-primas. Ele também é um dos primeiros "críticos de arte" a abordar o assunto de Os Velhos Mestres de um ponto de vista pessoal - sendo ele próprio um pintor. Ele também coloca o trabalho em um contexto social, político e econômico, à medida que a pintura holandesa da Idade de Ouro se desenvolve logo após a independência da Holanda. Bernhard Berenson escreveu sobre o livro: "Eu carrego Fromentin comigo e leio todas as noites sobre as fotos que vi e que ele critica. Ele é o único escritor de filmes que valem a pena, mas nem sempre concordo com ele.

## Obras

### Quadros
- Gorges de la Chiffa (1847)
- La Place de la broche à Constantine (1849)
- Enterrement maure (1853)
- Chasse à la gazelle (1856)
- Caravane arabe (1857)
- Chasse aux gazelles (1857)
- Départ pour la chasse (1857)
- Bateleurs nègres (1859)
- Audience chez un chalife, (1859)
- Berger kabyle (1859)
- Une rue à El-Aghouat (1859)
- Courriers arabes (1861)
- La Chasse aquarelle (1962)
- Bivouac arabe, (1863)
- Chasse au faucon (1863)
- Fauconnier arabe (1863)
- La chasse aux gazelles (1864)
- Chasse au héron (1865)
- Voleurs de nuit (1867)

Seleção de obras
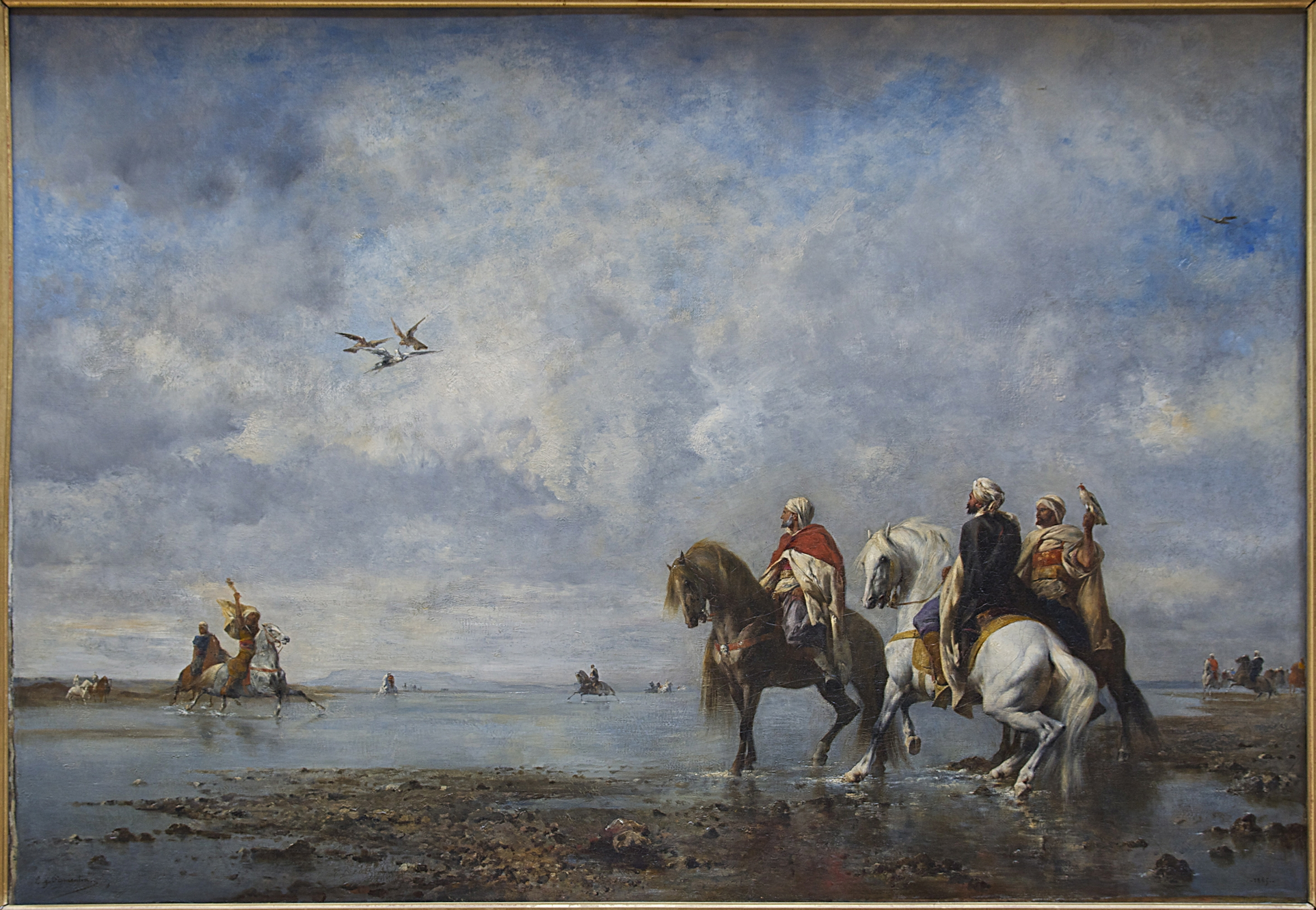
Garça-real, Argélia, 1865
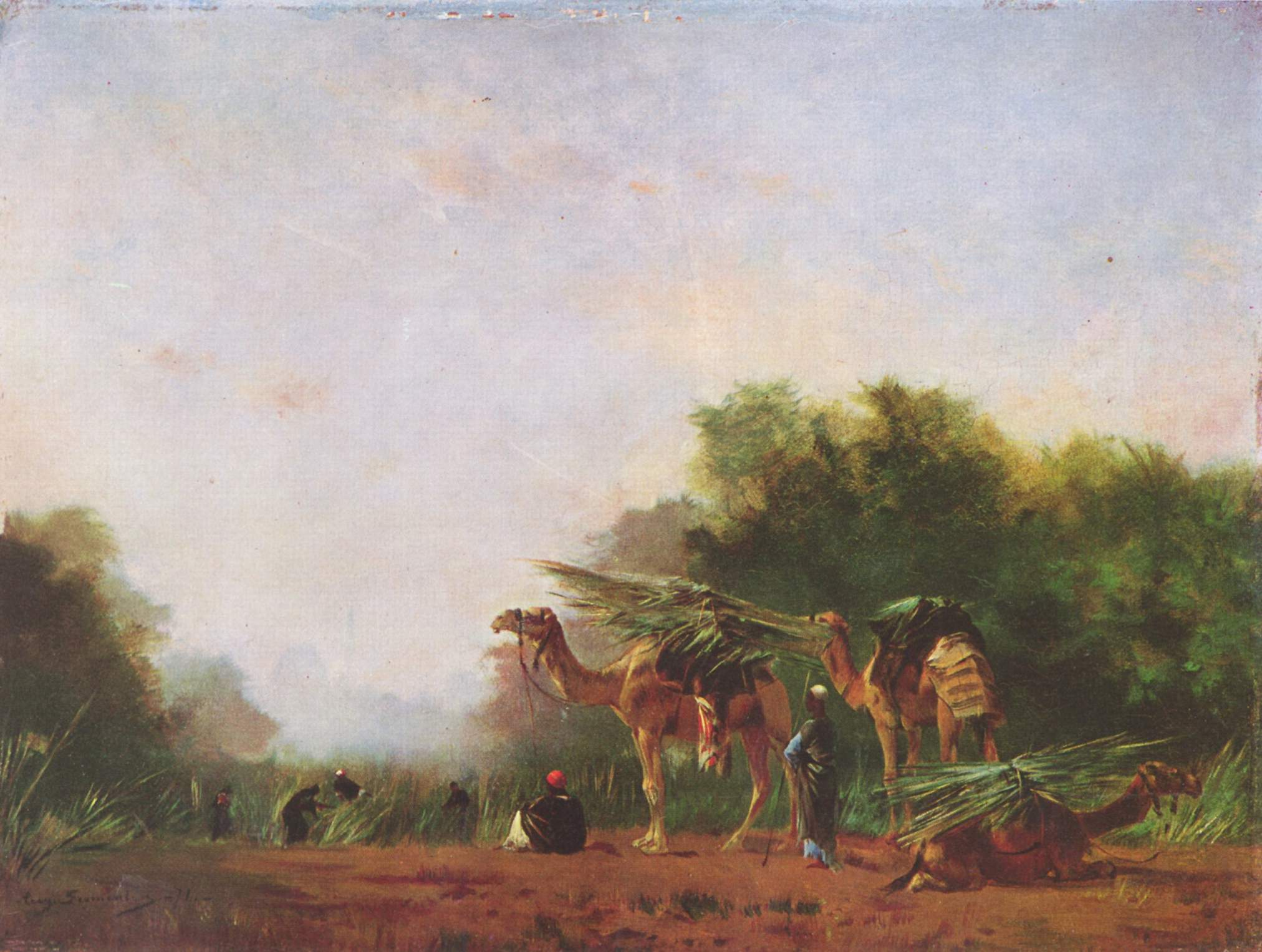
Árabes, 1871
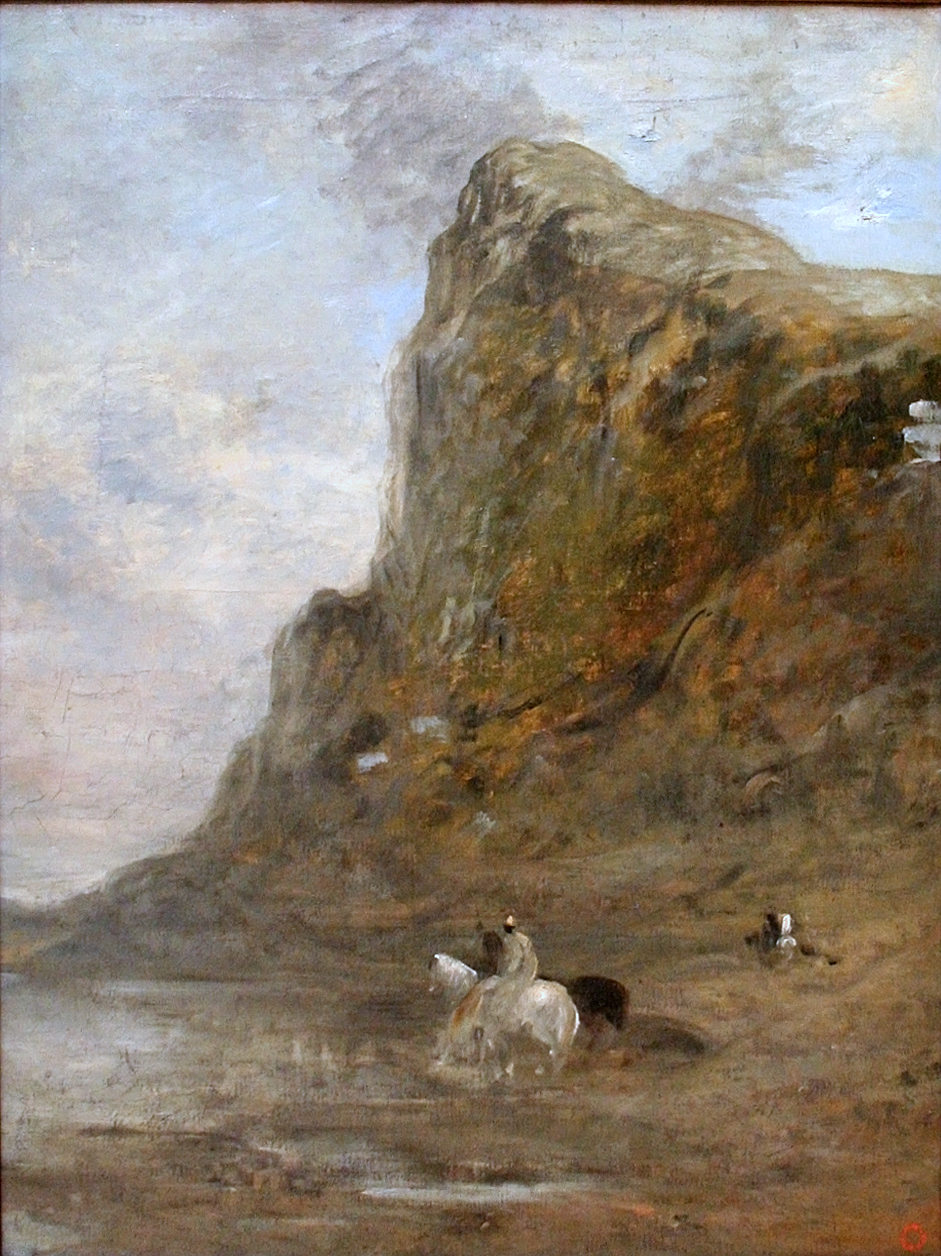
Cavaleiros marroquinos no sopé das falésias de Chiffra
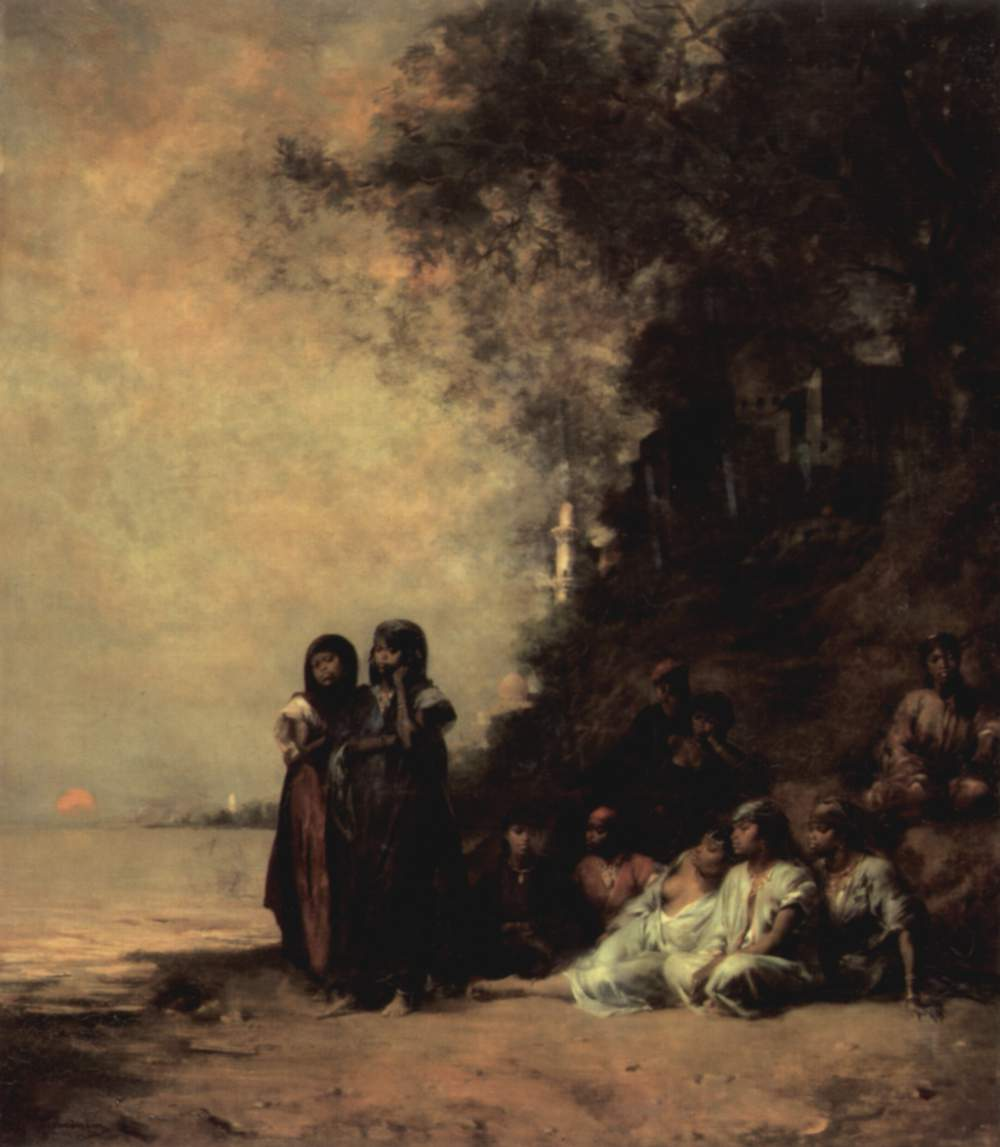
Un Souvenir d'Esneh, 1876
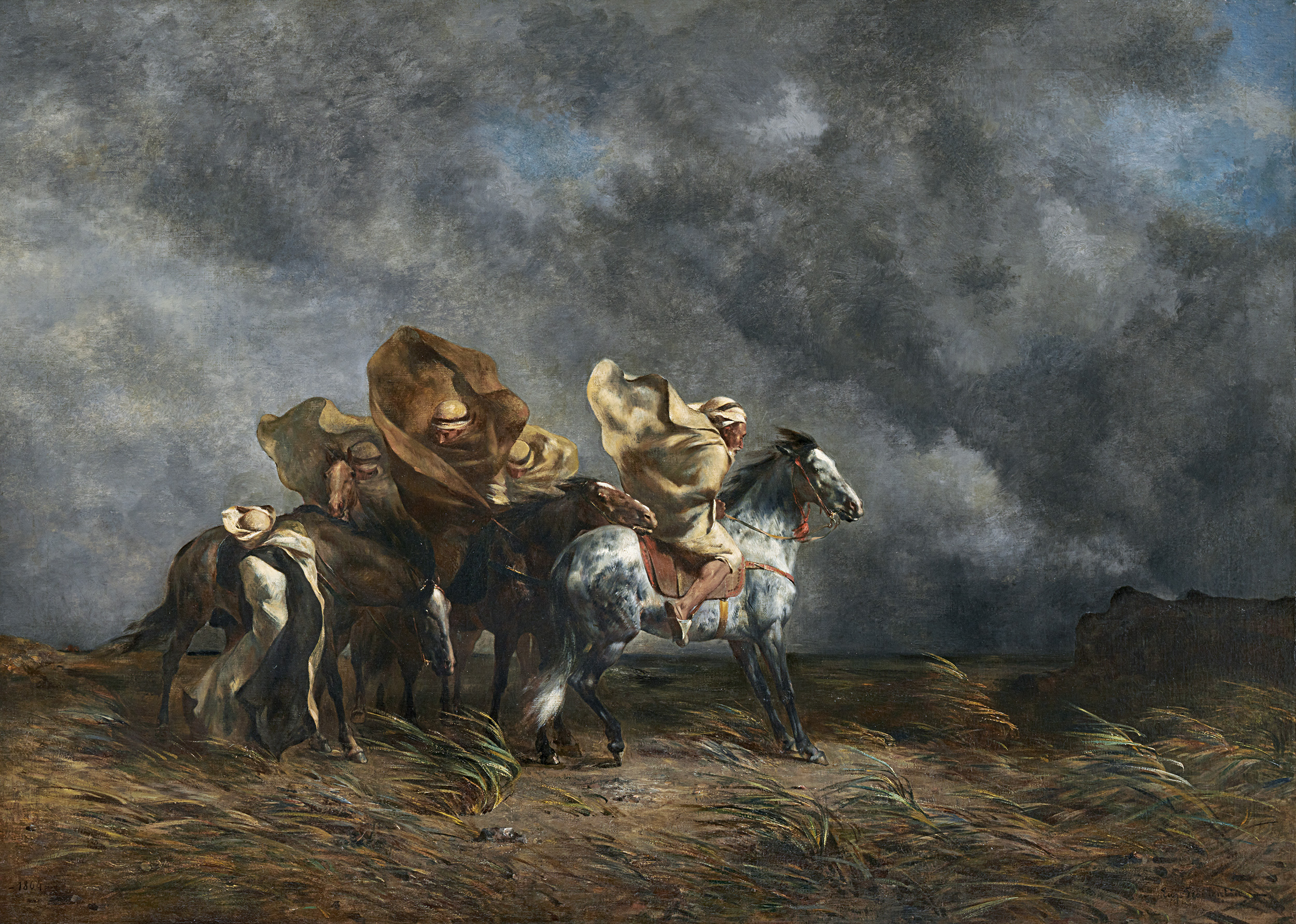
Vendaval nas planícies de Esparto do Saara, 1864

### Livros
- Visites artistiques, 1852.
- Simples Pèlerinages, 1856.
- Un été dans le Sahara, Michel-Lévy, Paris, 1857.
- Une année dans le Sahel, Bureau de la Revue des Deux Mondes, Paris, 1858.
- Voyage en Égypte, 1869;
- Dominique, 1863;
- Les Maîtres d'autrefois, 1876 - Estudo sobre pintura flamenga e holandesa.
- Correspondance, 1839-1876, 2 vol, Paris, B. Wright (ed.), CNRS, 1995.